# Abasola troglodytes
Abasola troglodytes is een hooiwagen uit de familie Travuniidae. De wetenschappelijke naam van Abasola troglodytes gaat  terug op Roewer.